# Nanyangshiju
Nanyangshiju is een grote ommuurde bewoning van Hakkanezen in het dorp Tiemenshan, grote gemeente Qiuchang, district Huiyang, stadsprefectuur Huizhou, provincie Guangdong. 
De bewoners hebben allen de familienaam Ye. Het gebouw bestaat als meer dan driehonderd jaar en werd in 1695 door Ye Huiting (辉庭) gebouwd. Het centrale punt van het gebouw is de citang. Meneer Ye had zes zonen en zijn voorouder kwam uit Meizhou. Zij hadden de voornamen Tianpei/天沛, Tianze/天泽, Tianzi/天滋, Tianhan/天汉, Tiankuang/天况 en Tianbo/天波. Uit het verdere nageslacht van Ye Huiting zijn meer dan twintig mandarijnen voortgekomen.
Op haar hoogtepunt telde de bewoning vijfhonderd mensen. Tegenwoordig wonen er nog maar vijf gezinnen (totaal dertig personen) in Nanyangshiju. Ze stammen allen af van Ye Huiting.